# Facebook Messenger
Facebook Messenger (също известен като Messenger, Месинджър)  е платформа и приложение за изпращане на съобщения на Facebook. Първоначално е създаден като „Facebook chat“ през 2008. През 2010 услугата е преработена и Facebook пуска приложения за iOS и Android през 2011. Следват нови приложения за различни операционни системи. Създадено е и мобилно уеб приложение, като функциите му са отделени от Facebook, а от потребителите се изисква да ползват или уеб интерфейс за десктоп компютри, или да изтеглят някое от самостоятелните мобилни приложения.
Потребителите могат да изпращат съобщения и да споделят снимки, видео, стикери, аудио и файлове, да реагират на съобщенията на другите потребители и да си взаимодействат с ботове. Услугата поддържа също гласови и видео разговори. Самостоятелните приложения поддържат ползването на повече от един акаунт, разговори с „криптиране от край до край“ по избор и играене на игри.
След отделянето му от основната платформа на Facebook, Messenger има 600 милиона потребители през април 2015, които нарастват до 900 милиона през юни 2016, 1 милиард през юли 2016 и 1,2 милиарда през април 2017.

## Рилийзи
Платформата за чат към уебсайта е пусната за потребители през април 2008 . Следващият рилийз е от 2010.

## Сигурност на съобщенията
През ноември 2014 „Electronic Frontier Foundation“ (EFF) прибавя Facebook Messenger (Facebook chat) в своята класация за сигурно изпращане на съобщения (на английски: Secure Messaging Scorecard). Той получава резултат 2 от максимум 7 точки. Получава точки за криптирането на комуникацията и за скоро извършен независим одит на сигурността. Не получава други точки, защото комуникациите не са криптирани с ключове, до които доставчикът няма достъп, потребителите не могат да потвърдят самоличността на контактите, старите съобщения не са сигурни, ако са откраднати криптиращите ключове, изходният код не е отворен за независим преглед и дизайнът на сигурността не е подобаващо документиран.